# 森と湖のまつり
『森と湖のまつり』（もりとみずうみのまつり）は、1958年11月26日に公開された日本映画。製作は東映（東京撮影所）。原作は武田泰淳の同名小説（『世界』1955年8月-1958年5月。1958年6月刊）。監督は内田吐夢。北海道の阿寒地方を舞台とする。高倉健がアイヌの青年を、香川京子が画家を演じた。二人の葛藤を中心に、虐げられてきた民族の運命を描く。
1958年9月初めから10月中旬にかけて北海道でロケ撮影が行われた。撮影地は標茶町、塘路湖から小船で川を1時間ほど下ったところにある湿地帯など。

## キャスト
- 風森一太郎：高倉健
- 佐伯雪子：香川京子
- 大岩猛：三國連太郎
- 山城茂子：中原ひとみ
- 風森ミツ：藤里まゆみ
- 杉田（先生オド）：加藤嘉
- 大岩老人：薄田研二
- 花守翁：宇佐美淳也
- 木村医師：河野秋武
- 山田医師：冨田浩太郎
- 池博士：北沢彪
- 川口館主人：花沢徳衛
- 山城屋：佐々木孝丸
- 大岩絹子：風見章子
- 千木鶴子：有馬稲子
- 花守の婆さん：戸田春子
- 花守与市：菅沼正
- 花守ヨシ子：山本緑
- 達夫少年：清水了太
- 少年時代の一太郎：福島卓
- 看護婦・吉田：浅岡すみ江
- 漁夫頭：山本麟一

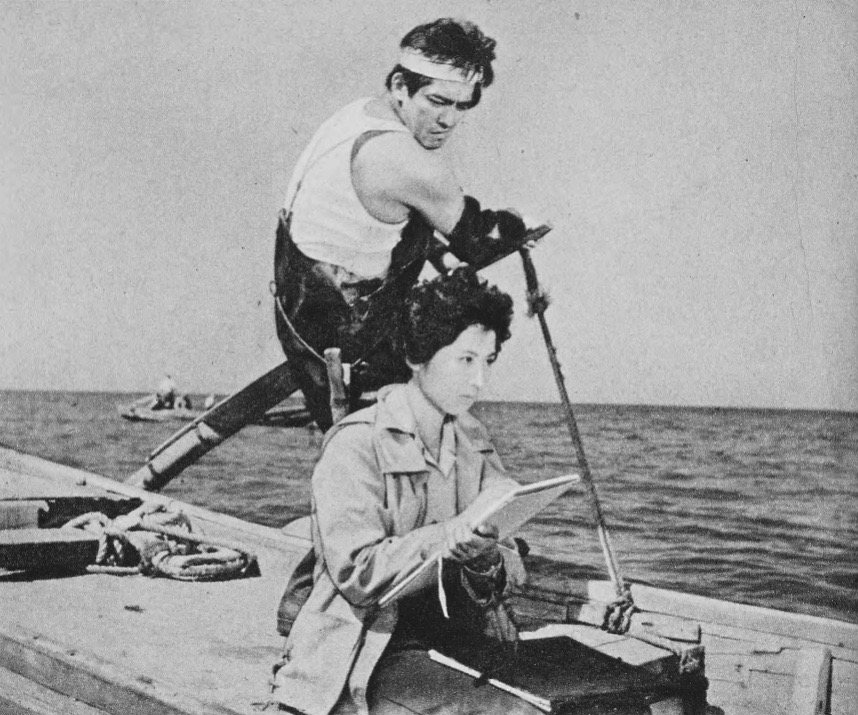
香川京子、三國連太郎

- トウロの男：曽根秀介、大東良、萩原正勝、今成平九郎、秋月竜
- 漁夫：関山耕司、滝島孝二、最上逸馬
- シベツの部落の男：三重街竜、鵜野竜太郎、岡部正純

## スタッフ
- 製作：大川博
- 企画：坪井与、岡田寿之、植木照男
- 監督：内田吐夢
- 助監督：相野田悟、太田浩児
- 脚本：植草圭之助
- 原作：武田泰淳
- 撮影：西川庄衛
- 撮影助手：山沢義一
- 音楽：小杉太一郎
- 美術：森幹男
- 装置：長北喜二次
- 装飾：北新吉
- 美術助手：中島敏夫
- 録音：小松忠之
- 録音助手：岸勇
- 照明：元持秀雄
- 照明助手：吉田一一
- 編集：祖田冨美夫